# ألفونس غولشميدت
ألفونس غولشميدت (بالألمانية: Alfons Goldschmidt)‏ هو صحفي وأستاذ جامعي ألماني، ولد في 28 نوفمبر 1879 في غلزنكيرشن في ألمانيا، وتوفي في 20 يناير 1940 في كويرنافاكا في المكسيك.